# 23. Infanterie-Division (Wehrmacht)
Die 23. Infanterie-Division war ein Großverband des Heeres der deutschen Wehrmacht.

## Divisionsgeschichte

### Polenfeldzug
Die 23. Infanterie-Division war beim Überfall auf Polen Reserve der 4. Armee im Nordabschnitt der Front. Zusammen mit der 3. Panzer-Division führte sie Kämpfe zur Besetzung des polnischen Korridors zwischen Pommern und Ostpreußen. Danach marschierte die Division durch Ostpreußen, um am äußersten östlichen Rand der Front in Richtung Białystok vorzugehen.
Im Oktober wurde die Division an die Westgrenze Deutschlands in den Raum von Bitburg verlegt. 

### Westfeldzug
Aus der Bereitstellung bei Bitburg ging der Verband am 10. Mai 1940 bei Beginn des Westfeldzugs über die deutsch-luxemburgische Grenze und stieß über Bastogne zur Maas bei Charleville vor. Nachdem die Maas überwunden war, wurde die Aisne bei Rethel erreicht und in der zweiten Phase des Westfeldzuges überschritten. Nach Verfolgungskämpfen in der Champagne wurden Maiche und Montbéliard an der Schweizer Grenze erreicht und die Demarkationslinie gesichert. Schon im September 1940 verlegte die Division nach Ostpreußen und verblieb dort bis zu Beginn des Angriffs auf die Sowjetunion als Besatzungstruppe.

### Unternehmen Barbarossa
Im Juni 1941 unterstand sie der 4. Armee in der Heeresgruppe Mitte, mit der sie in Richtung Narew vorging. Danach nahm sie an der Kesselschlacht bei Białystok und Minsk teil und ging weiter in Richtung Beresina vor.
Beim Angriff auf Moskau kämpfte die Division bei Wjasma und Moschaisk. Am 1. Dezember 1941 wurde die Division bei Federowka vorübergehend eingeschlossen und musste freigekämpft werden. Wenig später kämpfte die Division am Frontbogen von Klin und musste in ihrem Abschnitt einen Feindeinbruch der sowjetischen 1. Stoßarmee abwehren. Nach dem gescheiterten Angriff zog sich der Rückzug bis Ende Februar hin.

### Verlegung und Auflösung
Im Juni 1942 verlegte die Division nach Charleroi in Belgien. Dort wurde sie aufgelöst, und fast alle Verbände kamen zur neu aufgestellten 26. Panzer-Division. 

### Neuaufstellung
Die neu aufgestellte 23. Infanterie-Division (siehe Gliederung) wurde im Februar 1943 wieder an die Ostfront zur Heeresgruppe Nord verlegt und sicherte bis April am Wolchow. Die Division blieb im Nordabschnitt und kämpfte an wechselnden Frontabschnitten. Im Januar 1944 begann der Rückzug in das Baltikum und der Kampf in der Panther-Stellung. Sie blieb bis November 1944 im Baltikum aktiv, zuletzt auf der Insel Ösel, und verlegte dann nach Thorn in Westpreußen, wo sie letztmals aufgefrischt wurde. Die letzten Kriegsmonate verbrachte sie in Ostpreußen.

### Kapitulation
Am 8. Mai 1945 kapitulierte die Division in der Weichselniederung.

## Gliederung
Die 23. Infanterie-Division wurde 1935 als zweite Division im Wehrkreis III (Berlin) aufgestellt. Im Zuge der Heeresvergrößerung kam das Infanterie-Regiment 9 von der 3. Infanterie-Division (Frankfurt (Oder)) zur neu aufgestellten Division. Die weiteren Infanterie-Regimenter wurden aus Einheiten der preußischen Landespolizei gebildet. Im August 1939 lagen die Verbände in folgenden Standorten:
- Infanterie-Regiment 9 (Potsdam)
- Infanterie-Regiment 67 (Berlin-Spandau)
- Infanterie-Regiment 68 (Brandenburg (Havel))
- Artillerie-Regiment 23 (Potsdam)
- Aufklärungs-Abteilung 23 (Fürstenwalde)
- Panzerabwehr-Abteilung 23 (Potsdam)
- Pionier-Bataillon 23 (Berlin-Spandau)
- Nachrichten-Abteilung 23 (Potsdam)
- Sanitätsdienste 23: Sanitäts-Kompanie 1./23, Sanitäts-Kompanie 2./23, Krankenkraftwagenzug 1./23, Krankenkraftwagenzug 2./23, Feldlazarett 23 (Feldlaz. 23 nur bis 14. August 1942, dann als Armee-Feldlaz. 23 Heerestruppe)

Am 2. Juli 1942 wurden alle Verbände bis auf das Infanterie-Regiment 68 und die III./Artillerieregiment 23 zur Aufstellung der 26. Panzer-Division herangezogen. Die übrigen Verbände verlegten nach Dänemark und dienten durch Zuführungen aus den Wehrkreisen III (Berlin), VI (Münster) und X (Hamburg) zur Neuaufstellung der 23. Infanterie-Division.
| 23. Infanterie-Division August 1939                                       | 23. Infanterie-Division August 1942                                   |
| ------------------------------------------------------------------------- | --------------------------------------------------------------------- |
| - Infanterie-Regiment 9 - Infanterie-Regiment 67 - Infanterie-Regiment 68 | - Grenadier-Regiment 9 - Grenadier-Regiment 67 - Füsilier-Regiment 68 |
| - Artillerie-Regiment 23                                                  |                                                                       |
| - Aufklärungs-Abteilung 23                                                | - Füsilier-Bataillon 23                                               |
| - Panzer-Abwehr-Abteilung 23                                              | - Panzer-Jäger-Abteilung 23                                           |
| - Pionier-Bataillon 23                                                    |                                                                       |
| - Nachrichten-Abteilung 23                                                |                                                                       |

## Kommandeure
- Generalmajor Ernst Busch – Aufstellung – 4. Februar 1938
- Generalleutnant Walter Graf von Brockdorff-Ahlefeldt – 4. Februar 1938 bis 1. Juni 1940
- Generalmajor/Generalleutnant Heinz Hellmich – 1. Juni 1940 bis 17. Januar 1942
- Oberst Curt Badinski – 17. bis 31. Januar 1942 (mit der Führung beauftragt)
- Generalmajor Curt Badinski – 1. Februar bis 9. Juli 1942
- Oberst/Generalmajor Friedrich von Schellwitz – 15. November 1942 bis 15. Juli 1943
- Oberst Horst von Mellenthin – 15. Juli 1943 bis 6. August 1943
- Generalmajor Friedrich von Schellwitz – 7. August 1943 bis 20. August 1943
- Oberst Horst von Mellenthin – 20. August bis 1. September 1943
- Oberst/Generalmajor Paul Gurran – 1. September 1943 bis 22. Februar 1944
- Generalmajor/Generalleutnant Walter Chales de Beaulieu – 22. Februar bis 1. August 1944
- Generalleutnant Hans Schirmer – 1. August 1944 bis 8. Mai 1945

## Bekannte Divisionsangehörige

### Widerstandskämpfer des 20. Juli 1944
- Philipp von Bismarck (1913–2006), Urgroßneffe des Reichskanzlers, CDU-Bundestagsabgeordneter
- Hasso von Boehmer (1904–1945), Offizier, hingerichtet
- Axel von dem Bussche (1919–1993), Offizier
- Friedrich Karl Klausing (1920–1944), Offizier, hingerichtet
- Ewald-Heinrich von Kleist-Schmenzin (1922–2013)
- Ferdinand Freiherr von Lüninck (1888–1944), Offizier und Politiker, hingerichtet
- Kurt von Plettenberg (1891–1945), hingerichtet
- Fritz-Dietlof Graf von der Schulenburg (1902–1944), Offizier und Verwaltungsbeamter, hingerichtet
- Joachim von Willisen (1900–1983), deutscher Forstwissenschaftler

### Übrige Personen
- Artur Axmann (1913–1996), Reichsjugendführer von 1940 bis 1945
- Wolf Graf Baudissin (1907–1993), Generalleutnant in der Bundeswehr, Mitentwickler des Konzepts der Inneren Führung, Friedensforscher
- Werner Finck (1902–1978), Kabarettist[2]
- Heinrich Hitler (1920–1942), Halbneffe von Adolf Hitler
- Ekkehard Maurer (1918–2002), Manager
- Gustav Memminger (1913–1991), Funktionär in der Hitler-Jugend (HJ) und Unternehmer
- Aribert Mog (1904–1941), Schauspieler
- Max H. Rehbein (1918–2015), Dokumentarfilmer, Filmproduzent, Journalist und Publizist
- Wilhelm Viebig (1899–1982), war Bundestrainer der Military-Reiter
- Eberhard Wagemann (1918–2010), war von 1974 bis 1977 als Generalmajor Kommandeur der Führungsakademie der Bundeswehr
- Heinrich von Weizsäcker, Bruder von Richard von Weizsäcker, gefallen am 2. September 1939 in der Schlacht in der Tucheler Heide
- Richard von Weizsäcker (1920–2015), späterer Regierender Bürgermeister von Berlin, danach Bundespräsident

## Ritterkreuzträger
| Name                                      | Auszeichnung | Verleihungsdatum | Dienstgrad        | Einheit                                            |
| ----------------------------------------- | ------------ | ---------------- | ----------------- | -------------------------------------------------- |
| Werner-Albrecht Freiherr von und zu Gilsa | Ritterkreuz  | 6. Mai 1940      | Oberst            | Kdr. Inf.Rgt 9                                     |
| Felix Hannig                              | Ritterkreuz  | 17. Sep. 1941    | Major d.R.        | Kdr. I./Inf.Rgt 9                                  |
| Hans-Otto Brandt                          | Ritterkreuz  | 21. Aug. 1941    | Leutnant d.R.     | Zugführer i. d. 10./Inf.Rgt 67                     |
| Walter Kalkhoff                           | Ritterkreuz  | 26. Mai 1940     | Unteroffizier     | Gruppenführer i. d. 1./Inf.Rgt 67                  |
| Peter Fließbach                           | Ritterkreuz  | 20. Dez. 1941    | Oberleutnant      | Führer 4./Art.Rgt 23                               |
| Gerhard Brentführer                       | Ritterkreuz  | 4. Okt. 1944     | Oberleutnant d.R. | Chef 4./Gren.Rgt 9                                 |
| Axel Freiherr von dem Bussche-Streithorst | Ritterkreuz  | 7. März 1944     | Hauptmann         | Kdr. I./Gren.Rgt 9                                 |
| Hermann Henle                             | Ritterkreuz  | 19. Sep. 1943    | Hauptmann         | Führer II./Werfer-Rgt 70                           |
| Hermann Jordan                            | Ritterkreuz  | 16. Aug. 1943    | Hauptmann         | Führer III./Gren.Rgt 9                             |
| Walter Schulze                            | Ritterkreuz  | 5. Apr. 1944     | Feldwebel         | Zugführer i. d. 6./Gren.Rgt 9                      |
| Franz Büttner                             | Ritterkreuz  | 18. Dez. 1944    | Obergefreiter     | Gruppenführer i. d. 7./Gren.Rgt 67                 |
| Werner Lösing                             | Ritterkreuz  | 29. Feb. 1944    | Gefreiter         | Soldat i. d. 12./Gren.Rgt 67                       |
| Klaus Ritter                              | Ritterkreuz  | 28. Okt. 1944    | Hauptmann         | Führer II./Gren.Rgt 67                             |
| Hermann Tesch                             | Ritterkreuz  | 9. Juni 1944     | Leutnant d.R.     | Führer 11./Gren.Rgt 67                             |
| Erich Horak                               | Ritterkreuz  | 24. Sep. 1943    | Oberfeldwebel     | Zugführer i. d. 6./Füs.Rgt 68                      |
| Otto Mertens                              | Ritterkreuz  | 11. Apr. 1944    | Hauptmann d.R.    | Führer III./Füs.Rgt 68                             |
| Wolfgang von Bostell                      | Ritterkreuz  | 2. Sep. 1944     | Leutnant          | Zugführer I. Zug/Stug.Abt 1023 i. d. Pz.Jäg.Abt 23 |
| Max H. Rehbein                            | Ritterkreuz  | 5. März 1945     | Hauptmann d.R.    | Kdr. Pi.Btl 23                                     |